# SmithGroup
SmithGroup — международная архитектурно-инженерная и планировочная компания, основанная в Детройте в 1853 году архитектором Шелдоном Смитом (англ. Sheldon Smith). Старейшей архитектурная и инженерная компания США в полной собственности, т. е. не является дочерней. Штаб-квартира в Детройте, штат Мичиган, офис также расположен в Чикаго, штат Иллинойс.

## История
Название фирмы было изменено на Field, Hinchman & Smith в 1903 году, а в 1907 году — на Smith, Hinchman & Grylls. В 2000 году фирма сменила название на SmithGroup. В 2011 году компания включила в своё название дочернюю фирму JJR, ставшую SmithGroupJJR. С 1 августа 2018 года фирма снова сменила название на SmithGroup.
Фирма расширилась за пределы Северной Америки, открыв офис в Шанхае, Китай, в декабре 2013 года.

## Описание
По состоянию на 2019 год компания входила в число 50 лучших архитектурных фирм по версии Architect Magazine, официального журнала AIA, а также занимала 6-е место по величине архитектурной / инженерной фирмы в США. Фирма состоит из отраслевых направлений, ориентированных на клиентов, обслуживающих рынки культуры, правительства, здравоохранения, высшего образования, смешанного использования, парков и открытых пространств, науки и технологий, жизни пожилых людей, городского окружения, прибрежной зоны, а также рынки труда.
Фирма имеет офисы в 15 городах: Анн-Арбор, Бостон, Чикаго, Даллас, Денвер, Детройт, Лос-Анджелес, Мадисон, Милуоки, Феникс, Питтсбург, Сан-Диего, Сан-Франциско, Вашингтон и Шанхай.
Среди известных архитекторов фирмы — Минору Ямасаки, Вирт Роуленд, Ховард Крейн и Роза Шенг.

## Известные проекты
- 1866 — Центральная объединённая методистская церковь[англ.] — Детройт, штат Мичиган.
- 1868 — Детройтский оперный театр[англ.] — Детройт, штат Мичиган.
- 1904 — Завод Форд-Пикетт-Авеню[англ.] — Детройт, штат Мичиган.
- 1910 — Детройт/Хамтрамк-Ассэмбли[англ.] — Детройт, штат Мичиган.